# Theodor Wilhelm Georg Hallwachs
Theodor Wilhelm Georg Hallwachs (* 11. Dezember 1812 in Darmstadt; † 3. März 1860 in Alzey) war Landrat des Kreises Alzey.

## Familie
Theodor Hallwachs war der Sohn des Ministers und Präsidenten des Staatsrats Wilhelm Hallwachs und ein Halbbruder von Ludwig Hallwachs. Seine Mutter, Auguste Marianne, geborene Höpfner (1789–1820), war die zweite Frau seines Vaters und eine Tochter von Ludwig Julius Friedrich Höpfner (1743–1797).

## Karriere
Theodor Hallwachs besuchte das Darmstädter Gymnasium und studierte anschließend an der Landesuniversität des Großherzogtums in Gießen Rechtswissenschaften. Während seines Studiums wurde er 1830 Mitglied der Burschenschaft Vandalia Gießen und der Alten Gießener Burschenschaft Germania. Wegen seiner burschenschaftlichen Betätigung wurde er angeklagt, jedoch 1836 freigesprochen. Im Zuge der Demagogenverfolgung wurde er im Schwarzen Buch der Frankfurter Bundeszentralbehörde (Eintrag Nr. 611) festgehalten.
Nach dem Studium begann er mit einem Berufseinstieg als Hofgerichtssekretariatsakzessist am Hofgericht Darmstadt, wechselte aber später in die Verwaltung des Großherzogtums. Noch vor 1848 wurde er Kreissekretär des Kreises Groß-Gerau. Mit der durch die Revolution von 1848 im Großherzogtum Hessen ausgelösten Gebiets- und Verwaltungsreform im Großherzogtum wechselte er 1848 in die Regierungskommission, das Leitungsgremium des Regierungsbezirks Gießen.
Nachdem 1852 die Regierungsbezirke aufgelöst und die Kreise neu gebildet wurden, wechselte er als Kreisrat in den Kreis Alzey, eine Funktion, die er bis zu seinem Tod 1860 ausübte.